# Malamir
Malamir was tussen 831 en 836 khan van Bulgarije, hij was de zoon van kan Omoertag en de kleinzoon van kan Kroem. Er zijn veel onduidelijkheden over zijn regeerperiode

## Context
Hij trad in conflict met zijn oudere broer Enravota, omdat hij zich had bekeerd tot het christendom. Malamir zou hem voor deze reden laten executeren in 833. Zijn rechterhand was kavhan, eerste minister, Isbul
Na een wapenstilstand van twintigjaar, hervatte keizer Theophilos van Byzantium de Byzantijns-Bulgaarse oorlogen. De Bulgaren waren goed voorbereid en sloegen hard terug, getuige de verschillende bewaard gebleven monumentale inscripties. Ze veroverden Philippopolis en omgeving. Keizer Theophilos voelde zich genoodzaakt de hulp in te roepen van de Servische prins Vlastimir. Tijdens deze woelige periode stierf Malamir, hij werd opgevolgd door zijn neef Presjan I, al zou het ook kunnen dat Malamir en Presjan een en dezelfde persoon waren.